# Vision (religion)
Pour les articles homonymes, voir Vision.
 (janvier 2024).
- Si vous ne connaissez pas le sujet, laissez ce bandeau (vous pouvez alors contacter les auteurs).
- Si vous supprimez le contenu mis en cause (vous pouvez préalablement contacter les auteurs),

argumentez précisément cette suppression dans la page de discussion
(un manque de référence n'est pas un argument ; une recherche réelle de référence doit avoir été effectuée, être formellement documentée).

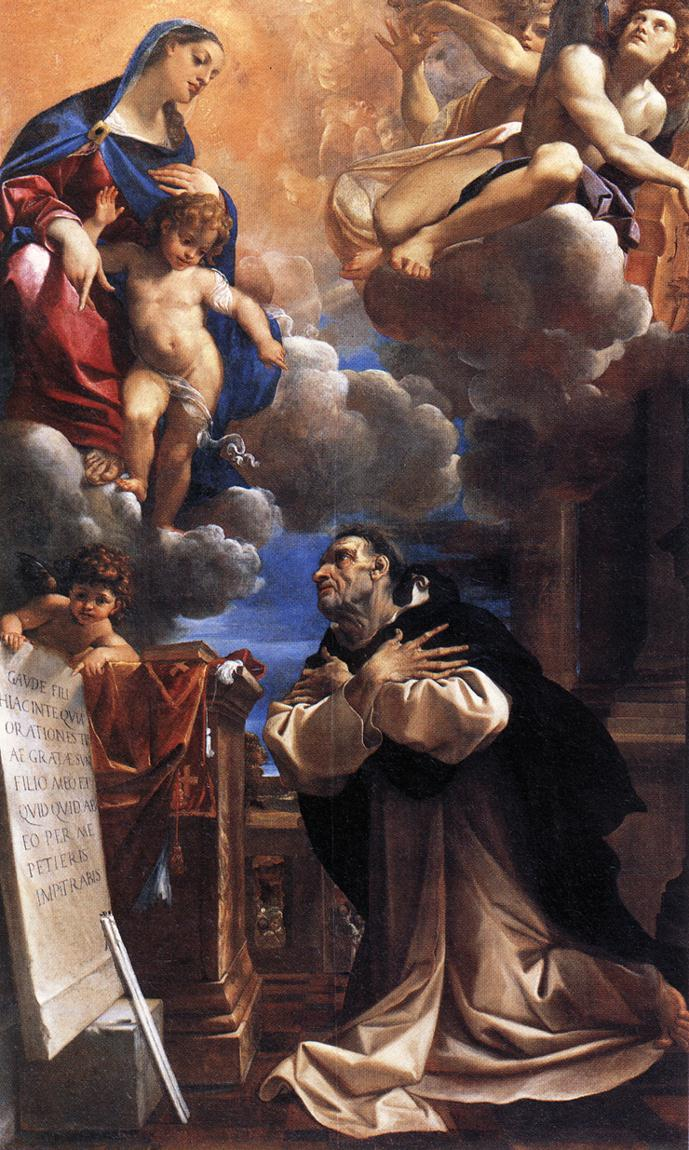
Apparition de Marie à saint Hyacinthe selon Lodovico Carracci.

Dans le vocabulaire religieux, une vision est une appréhension immédiate, ressentie comme indubitable, claire et directe de la présence de Dieu, du divin, d'un esprit ou d'une deïté, ou d'un phénomène surnaturel.

## Ethnologie
Comme l'entente de voix, on retrouve le phénomène de la vision dans la plupart des religions et spiritualités. La vision se distingue de l'hallucination en ceci que la première est intégrée à la culture de la société, acceptée et valorisée, tandis que la seconde est considérée comme non-sociale, idiosyncrasique et pathologique. Tandis qu'une vision peut fonder une religion, l'entretenir ou la renouveler, et donc favoriser le lien culturel d'une communauté, l'hallucination est un facteur d'exclusion, de peur et d'isolement social.
Avec le développement de la société moderne, le phénomène de la vision est progressivement remplacé par celui de l'hallucination, qui est déculturisé et désocialisé. Tandis que dans la société primitive, il est bien vu et courant d'avoir des visions, et que cela favorise, à travers les rites de passage, l'intégration sociale ; dans la société moderne, l'hallucination est considérée comme une bonne raison d'enfermer quelqu'un, de le priver de ses droits, et de le forcer à prendre des tranquillisants pour l'empêcher d'éprouver ce type d'expérience.

## Religions abrahamiques

### Judaïsme
L'Ancien Testament mentionne des cas de visions, comme celle qu'eut Moïse. Cependant, on ne voit jamais Dieu (YHWH). Ces visions se produisent toujours afin de communiquer un message divin. L'apparition peut être celle d'un ange, ou encore d'une inscription, comme dans l'épisode du festin de Balthazar. Elle est véritablement d'ordre visuel, car, en hébreu, la Bible utilise le verbe « voir ». La formulation est souvent exprimée au passif : 

« L'ange du Seigneur fut vu... », et non pas : « L'ange du Seigneur apparut. »

### Christianisme

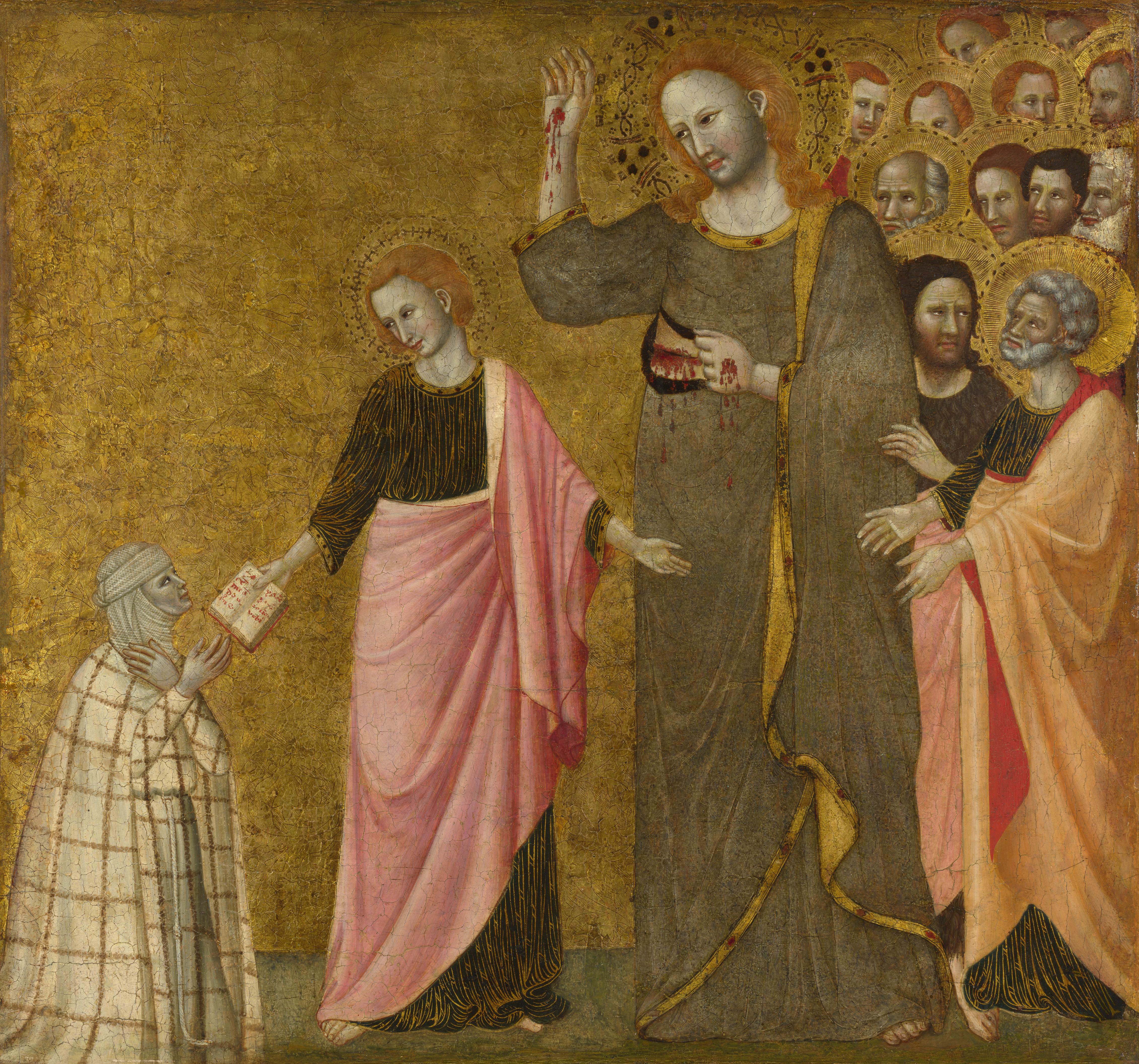
François de Rimini, La Vision de la bienheureuse Claire de Rimini, c. 1333.

La vision béatifique est une notion de la mystique chrétienne. Elle consiste en la vision et l'expérience jouissive totale de la présence de Dieu. Elle peut être 'inattendue' (pas de phénomène antécédent ou préparatoire) et 'gratuite' (pas de condition, ni phénomène conséquent). C'est une saisie de l'être humain (pas seulement son intelligence) qui fait qu'il se trouve en extase, c'est-à-dire hors de lui-même. 
Selon la doctrine catholique, l'essence de Dieu est perçue sans aucun intermédiaire et se fait elle-même l'objet direct de l'intelligence, qu'elle rend bienheureuse. Pour cela, l'âme humaine est surélevée par une grâce spéciale qu'on appelle la lumière de gloire et qui est la grâce sanctifiante. La vision béatifique constitue l'essence même du paradis car seul Dieu peut combler l'être humain pour l'éternité et dans une nouveauté de chaque instant. 
La vie trinitaire de Dieu étant celle de l'amour désintéressé, Dieu ne peut être vu face à face que dans un acte d'amour désintéressé. C'est pourquoi deux qualités sont présupposées à l'homme pour le voir face à face : la charité, vertu théologale permettant un véritable amour d'amitié avec Dieu, et une mort à soi-même (kénose).
L'histoire du christianisme ne manque pas d'hommes ou de femmes qui eurent des visions, commençant avec celle de Corneille (pas encore baptisé), dans Ac.10:1-8, suivie immédiatement de celle de Pierre à Joppé (Ac.10:9-16). Chaque fois ces visions étaient accompagnées d'un message — souvent de conversion spirituelle — qui, en fait, était plus important que la vision même.

### Visions dans le catholicisme

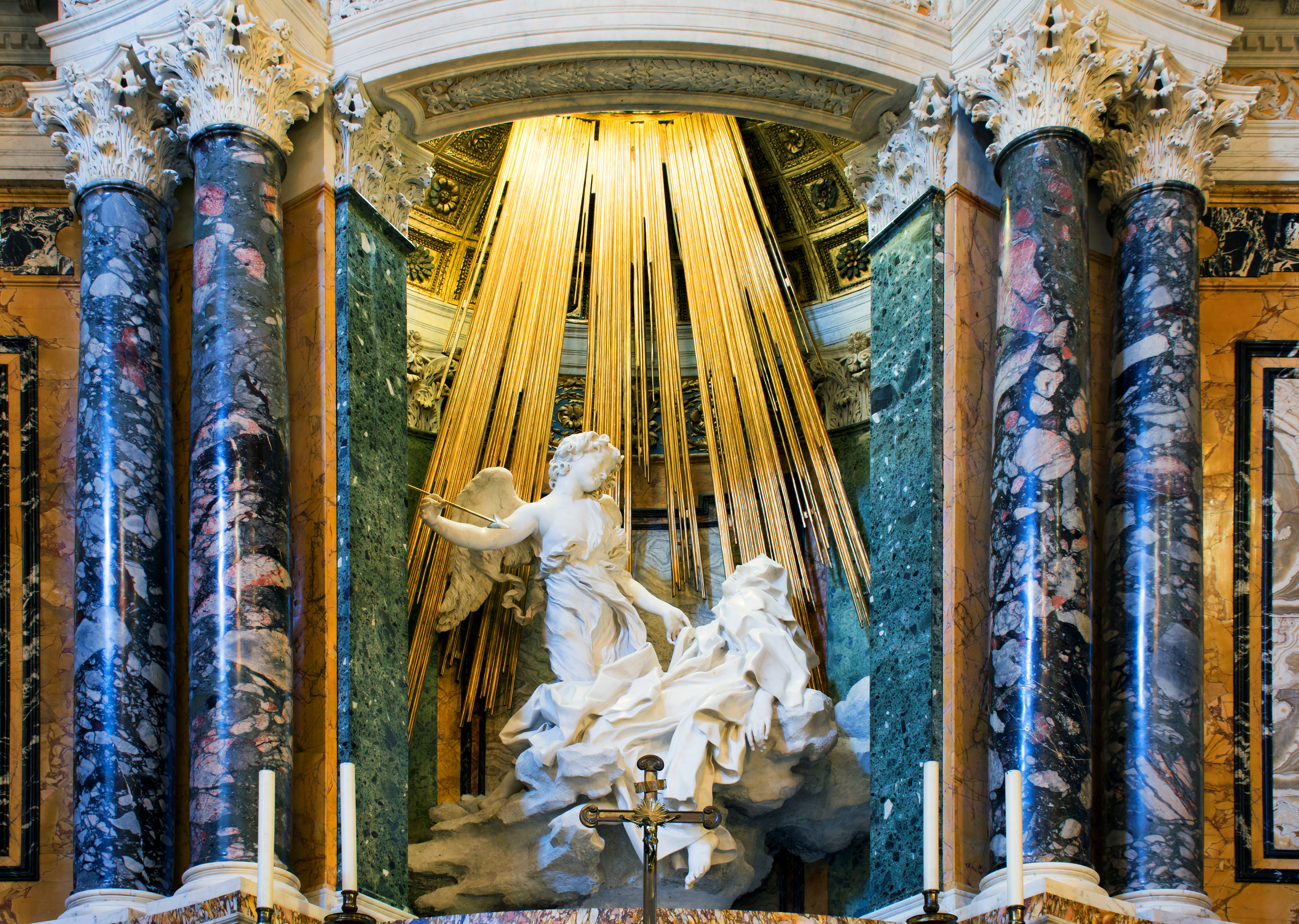
La célèbre Transverbération de sainte Thérèse d'Avila représentant l'apparition d'un ange

Pour les catholiques, le phénomène étant de nature mystique, il peut transcender les catégories humaines de perception et conceptualisation. Cependant des théologiens catholiques ont tenté de développer, au fil des temps, un certain nombre de définitions afin de pouvoir mieux cerner les expériences mystiques ou spirituelles liées aux visions ou apparitions. Les récits de mystiques comme Thérèse d'Avila, François d'Assise, Marguerite-Marie Alacoque, Faustine Kowalska, Pio de Pietrelcina et d'autres (saints ou pas) permettent de définir, même si maladroitement et avec les mises en garde d'usage, différents types de « visions », ou d'apparitions. 
En effet beaucoup de croyants souhaitent entrer en relation avec des êtres imaginés, pour lesquels ils éprouvent des sentiments souvent plus forts, sur une plus longue durée, qu'avec les personnes réelles. Lorsque, par une vision, cela semble se produire dans la réalité, l'émotion du croyant est extrêmement intense. Cette vision est l'accès direct aux êtres qu'ils voient dans les images pieuses et autres systèmes qu'ils utilisent habituellement pour leurs prières et contemplations. 
Ces visions permettent de relancer la foi catholique, particulièrement en cas de crise sociale la mettant en danger.

#### Vision béatifique ou intuitive
La vision béatifique est présentée par le catéchisme de l'Église catholique comme un mystère qui dépasse toute représentation sensible et compréhension rationnelle. L'expression de « vision béatifique » (béatifique signifie « qui rend heureux ») provient du Sermon sur la montagne, dans l'évangile selon Matthieu, dans lequel Jésus affirme « Bienheureux les cœurs purs, car ils verront Dieu. » La vision béatifique est donc la vision de Dieu.
Elle est présentée dans l'Évangile sous la forme d'images (festin de noces, vin du royaume, Jérusalem céleste...), et est le résultat de l'Amour de Dieu pour les hommes qui peuvent le contempler: « Ce que l'œil n'a pas vu, ce que l'oreille n'a pas entendu, ce qui n'est pas monté au cœur de l'homme, tout ce que Dieu a préparé pour ceux qui L'aiment » (1 Co 2,9). 
La vision béatifique n'est vécue selon le catéchisme de l'Église catholique que par la volonté de Dieu : « À cause de sa transcendance, Dieu ne peut être vu tel qu'Il est que lorsqu'Il ouvre Lui-même son mystère à la contemplation immédiate de l'homme et qu'Il lui en donne la capacité. Cette contemplation de Dieu dans sa gloire est appelée par l'Église la « vision béatifique » ». La vision béatifique est donnée aux personnes accédant au ciel avec une grâce particulière : « elles ont vu et voient l'essence divine d'une vision intuitive et même face à face, sans médiation d'aucune créature »

### La vision de Dieu dans l'islam, soufisme
La vision de Allah est possible par l'expérience et impossible selon la raison.
Ibn Qayyim al-Jawziyya a dit : « Quand le serviteur s’applique dans la quête de la Connaissance d’Allah, il demande à Allah de lui accorder une lumière grâce à laquelle il puisse contempler les manifestations de Ses sublimes attributs, car plus cette lumière s’intensifie dans le cœur du serviteur, plus il acquiert davantage de clairvoyance sur ce qui est digne d’Allah comme attributs de perfection et de majesté. ».
Les témoignages de la vision du Messager d'Allah, du paradis ou de l'enfer, ou encore de qui relève en termes de lumière du cheminement initiatique sont nombreux.

#### Théophanie

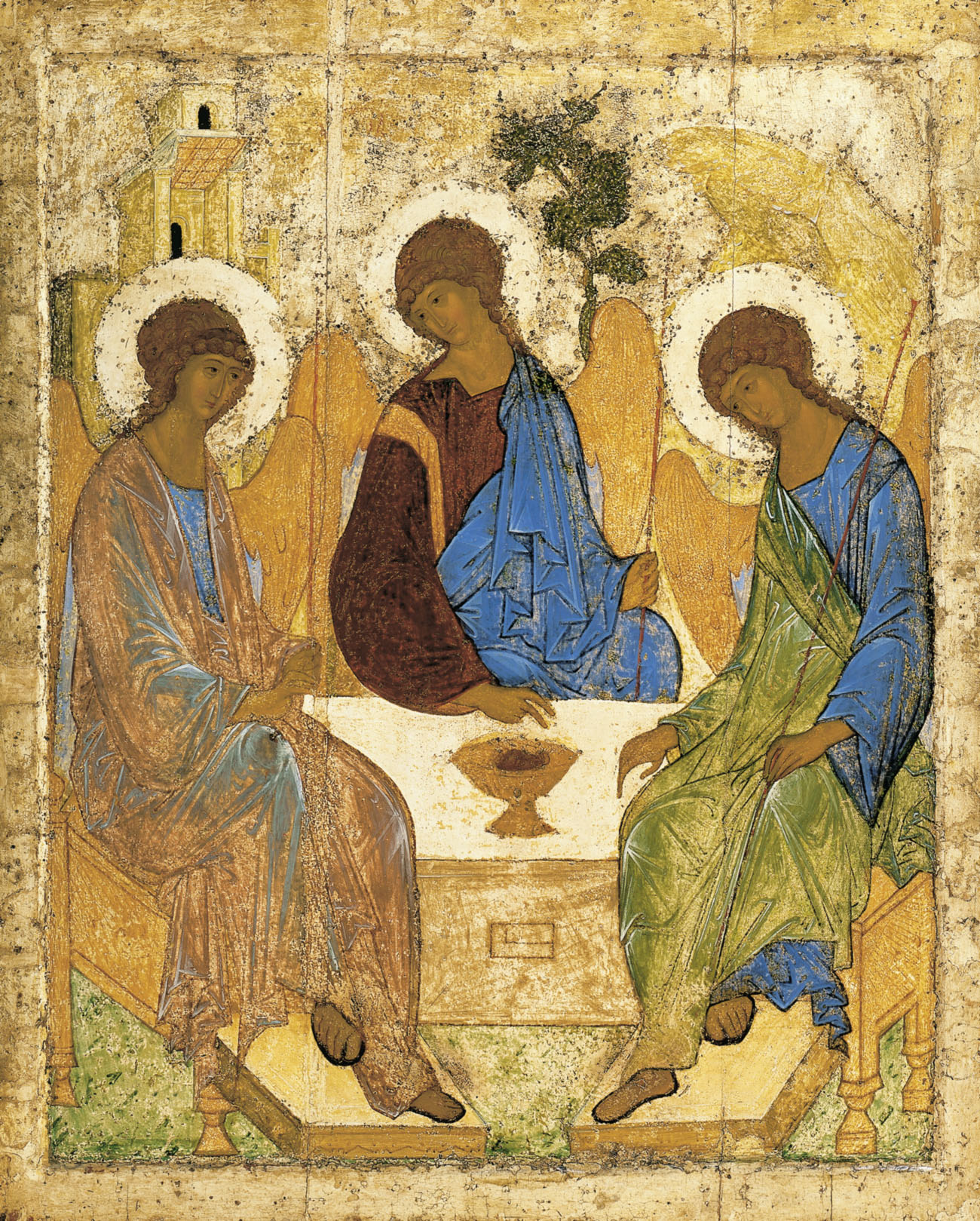
Icône dite de la « Trinité » d'Andreï Roublev, représentant la théophanie d'Abraham.

La théophanie est le mot d'origine grecque qui signifie apparition (phan) de Dieu (théo). La première expérience théophanique est celle d'Abraham, qui, près du chêne de Mambré, eut une apparition du « Seigneur », représenté sous la forme de trois anges, représentant la Trinité (Livre de la Genèse 18:1-15). Ce type d'apparition est extrêmement rare. Jérôme de Stridon et Marie-Madeleine de Pazzi en auraient également fait l'expérience.

#### Vision abstractive
La vision abstractive consiste à parvenir à la connaissance de Dieu et de ses attributs par la considération des ouvrages qui sont sortis de ses mains, permettant de voir Dieu non en lui-même mais de façon indirecte, comme dans un miroir.

#### Vision intellectuelle
La vision intellectuelle est considérée comme l'un des plus hauts degrés des visions mystiques, dans laquelle la personne reçoit des lumières permettant de comprendre et d'appréhender des mystères de la foi ou de Dieu, sans aucune image ou apparition sensible corporellement (comme pour la vision imaginaire ou corporelle). La vision intellectuelle touche uniquement les facultés de l'entendement et elle est souvent vécue pendant des extases.

#### Vision imaginaire
La vision imaginaire est une vision sous forme d'« images » appréhendées par la faculté de représentation de l'imagination. La personne a une vision imaginaire (vision spirituelle selon Saint Augustin) quand elle perçoit une image ou des figures empruntées par son imagination. Elle représente clairement un objet. Une lumière surnaturelle, interprétée comme une lumière venue de Dieu ou d'un ange, permet à la personne qui la reçoit de comprendre ce que l'image signifie. La personne qui la reçoit ne peut pas s'en détacher ni s'en détourner.

#### Vision corporelle (apparition)
La vision est dite « corporelle » — ou simplement appelée « apparition » — lorsque sont perçus, par l'organe des yeux, des êtres ou personnages spirituels, appréhendés sous une forme corporelle (ange, Vierge Marie, Jésus...).
Les plus connues sont les apparitions mariales dont seules seize sont reconnues comme authentiques par l'Église catholique. Elles ne sont pas d'ordre béatifique.
Les « apparitions » ne constituent pas un « article de foi ». Ainsi, le cardinal Roger Etchegaray a rappelé que la croyance en la réalité des apparitions mariales ne faisait pas partie des fondements ou dogmes de la foi catholique : « Nul chrétien n'est obligé en conscience de croire à une « apparition », même officiellement reconnue ».

### Vision de Dieu dans le Christianisme orthodoxe
La doctrine de l’Église orthodoxe se démarque de la conception catholique romaine en ce qu'elle affirme qu'aucune créature, pas même les anges, n'a vu ni ne verra jamais l'essence de Dieu. Ainsi, selon saint Grégoire de Nysse, 

« Le sublime Jean [l'Apôtre] […] dit que nul n'a jamais vu Dieu, définissant par cette négation que cette connaissance de l'essence divine est impossible à atteindre, non seulement aux hommes, mais à toute nature spirituelle. »

— Vie de Moïse, II, 63

Pour saint Jérôme, 

« Voir Dieu tel qu'il est dans sa nature, l’œil de l'homme ne le peut ; non seulement l'homme, mais ni les Anges, ni les Trônes, ni les Puissances, ni les Dominations, ni aucun nom qui est nommé. La créature ne peut regarder son créateur. »

— Lettre 111
L'essence de Dieu est donc inatteignable pour tout intellect créé. 

Mais, invisible par nature, Dieu peut se rendre visible par une « condescendance » appropriée. Il est alors perçu, non selon son essence, mais selon ses énergies comme l'affirme saint Basile : 

« Nous connaissons Dieu par ses énergies, mais nous sommes incapables d'approcher son essence. Car les énergies descendent jusqu'à nous, mais son essence demeure inaccessible. »

— Lettre 234
Ces énergies sont assimilées à la « gloire » qui est « autour de l'essence divine » et à la « Lumière » qui a resplendi lors de la Transfiguration du Christ. 
Si ordinairement les énergies sont connues ici-bas indirectement, à travers les œuvres créées (« En effet, les perfections invisibles de Dieu, sa puissance éternelle et sa divinité, se voient comme à l’œil, depuis la création du monde, quand on les considèrent dans ses ouvrages » Rm 1, 20), une certaine expérience de la vision directe de la Lumière qui constituera la Béatitude finale est possible par anticipation et par intermittence à ceux qui se sont suffisamment purifiés. 
La Vision béatifique sera à la fois un repos (« Tout mouvement des êtres quel qu'il soit prendra fin complètement dans l'Infinité autour de Dieu, en laquelle tout mouvement trouve repos. L'Infinité qui est autour de Dieu mais non Dieu, Lui qui est incomparablement au-delà de celle-ci » ; saint Maxime le Confesseur, Ambigua ad Iohannem, 15, PG 91), et un progrès infini (épectase) dans la Lumière incréé (celle-ci étant à la fois l'objet et le moyen de la vision). 

Enfin, contrairement à la doctrine catholique, l'enseignement orthodoxe affirme que 

« la Béatitude [ne peut] être pleinement saturante, exhaustive, avant la résurrection : avant qu'à la fin des temps se reforme realiter, dans la gloire, le corps mystique du Christ, l'Église triomphante, ou Communion achevée des saints, avec la transfiguration de la seconde création . »

## Autres cas

### Ramakrishna
Râmakrishna aurait eu, à 19 ans, une vision de Dieu qui changea sa vie. 

### Swedenborg et Kardec
Le mystique Emanuel Swedenborg affirma percevoir l'au-delà et rédigea une littérature conséquente basée sur ses visions. Dans le spiritisme « kardéciste », la faculté de certains médiums à voir les esprits est soulignée par Allan Kardec, Le livre des médiums.

### Chamanisme
La vision est un des moyens de connaissance du chaman.
L'un des rituels des peuples amérindiens repose sur la tradition de la quête de vision, une forme de rite de passage ou de moyen d'obtenir des informations par les esprits.